# アントワーヌ＝ルイ・アルビット
アントワーヌ＝ルイ・アルビット（Antoine-Louis Albitte、1761年12月30日 - 1812年12月23日）は、フランス（第一共和政）の政治家。セーヌ＝アンフェリウール（Seine-Inférieure、現セーヌ＝マリティーム県）の代表として立法議会（1791年 - 1792年）および国民公会（1792年 - 1795年）の代議員を務めた。兄のジャン＝ルイ・アルビットと区別するために英語の「Elder（きょうだいのうち年長の）」にあたる単語を用いアルビット・エーネ（Albitte aîné）とも呼ばれた。

## 生涯
ディエップの商人の家に生まれたアントワーヌ＝ルイ・アルビットは、同市のオラトリオ大学（collège des Oratoriens）の生徒で、その後ルーアンで法律を学び、同地の弁護士となった。ディエップに戻り、フリーメイソンであった彼は、1789年3月6日にディエップ第三身分のカイエル・ド・ドレアンス（cahiers de doléance）の起草に参加し、7月25日には町の州兵の創設に参加した。2年後となる1791年6月21日に選挙人に任命され、9月7日にセーヌ＝アンフェリウール（Seine-Inférieure、現セーヌ＝マリティーム県）の代議員（唯一の左翼代議員）に選出され（立法議会議員の一覧も参照）、そこで活動の熱心さが注目され、軍事委員会に参加した。1791年10月31日には軍隊の交代方式に関する法令を提出すると、11月17日には議会での軍隊の滞在に反対、12月27日には国境地帯の状況についてもたらされた情報について陸軍大臣が自分の責任で回答するよう要請するなどの活動をした。翌1792年1月には、国家憲兵隊の増員に反対し、この計画は革命が果たした国民の自由にとって危険であると判断している。またベルトラン・ド・モルレヴィル（Antoine François Bertrand de Molleville）とルイ・マリー・ド・ナルボンヌ＝ララの両大臣に対抗し、両名の弾劾を求めた。
ジャコバン派のメンバーであったアルビットは、エタンプの市長のジャック・ギヨーム・シモノーの死（1792年3月3日暴徒により殴打・銃撃され死亡）で告発された暴徒に恩赦を与えるよう要請した。同年7月11日には、反革命分子の拠点として利用されないように、内陸部の町の要塞を取り壊すことを議決させた。8月10日事件にも参加、翌11日にはルイ15世広場（当時の名称・現コンコルド広場）とヴァンドーム広場の国王像を倒し、自由の女神像に置き換えることを提案した。
8月21日に議会書記（Législative）に選出され、8月29日にはミシェル・マチュー・ルコワントゥ・ピュラヴォー（Michel Mathieu Lecointe-Puyraveau）とともに、ウール県とセーヌ＝アンフェリウル（Seine-Inférieure）県の総監に任命され、志願兵を確保することになった。9月9日、司祭109人をルーアンまで護送する。9月20日、ルコワントゥと一緒にディエップに行き、志願兵の登録に協力した。
ウール県とセーヌ＝アンフェリウル県の両方が国民公会に参加するための代表としてアルビットを選んだため、9月6日、アルビットは最初に自分を選出したセーヌ＝アンフェリユール県をとった。山岳派としてベンチに座り、時に山岳派とジロンド派の間の調停役を務め、その後戦争委員会（Comité de la guerre）に復帰した。
ルイ16世の裁判では、王の有罪や死刑に賛成し、民衆の審判の批准や王の罪の猶予に反対した。1793年3月23日、彼は条約により、海外で捕らえられた亡命貴族（émigrés）を銃殺することを布告した。4月13日には、ジャン＝ポール・マラーの弾劾に反対票を投じた。4月30日に発布された勅令により、同時代の山岳派メンバーと同じく、デュボワ=クランセ（Edmond-Louis-Alexis Dubois-Crancé）、ゴーティエ（Jean-Pierre Gauthier）、ニオシュ（Pierre-Claude Nioche）とともにアルプス軍に派遣された彼は10ヶ月間首都パリから離れることとなり、12人委員会（Commission extraordinaire des Douze）解放の命令の報告に関する投票にも、その後のジロンド派の告発にも参加しなかった。イゼール県当局がリヨンと共に反乱を起こすと脅したとき、同県のグルノーブルにいた彼は、デュボワ＝クランセと共に、彼らの降伏を取り付けた。その後、ジャン・フランソワ・カルトーの命令でマルセイユの包囲を指揮する部隊に同行した。9月12日には公安委員会に手紙を出し、宥和策を提案した。アルプス軍に戻ると、トゥーロンの軍隊の補給を担当していたアルビットは、9月29日の穀物の普遍最高値法を批判した。
同年10月17日にパリに戻った彼は、すぐにリヨンに、そして10月21日にはトゥーロンに、公安委員会の命令で派遣された。1793年11月8日（革命暦2年ブリュメール7日）、公安委員会は、ジャン＝マリー・コロー・デルボワ、ジョゼフ・フーシェ、ラポルト（François Sébastien Christophe Laporte）と共に、リヨン条約によるリヨンに対する判決を履行させるために、コミューン＝アフランシー（Commune-Affranchie）と改名されたリヨンに彼を呼び戻しますが、ブリュメール20日の令により、アルビットの権限は近郊の県に拡大されることとなる。1794年1月8日（同2年ニヴォーズ19日）には、公安委員会から、アン県とモンブラン県に革命政府を組織するために、グリ（Benoît-Louis Gouly）の代わりに使節団として派遣された。この任務はテルミドール時代に遂行され、宗教的な品物の没収や、鐘楼の破壊（アン県に1794年1月27日（革命暦2年プリュヴィオーズ8日）の勅令が適用された際、800近くの鐘楼が破壊され、フィリップ・ブトリ（Philippe Boutry）は、アルビニー（Arbigny）、ボワジー（Boissey）、シュヴルー（Chevroux）、サン＝ベニーニュ（Saint-Bénigne）のロマネスク様式の石造りの鐘楼を「クリュニーを模して建てられた」として挙げている。なおサン・アンドレ・ド・バジェ（Saint-André-de-Bâgé）の鐘楼だけが破壊を免れ、1500から1600個の鐘が鋳造所に持ち込まれた）などを行ったアルビットは「サヴォワイヤルのロベスピエール）（Robespierre savoyard）」「アンの虎（Tigre de l’Ain）」というあだ名で呼ばれるほど、脱キリスト教の側面だけを残した「狂人（forcené）」としての名声を得ることになった。また、1794年2月9日（革命暦2年プルヴィオーズ21日）には「アルビットの誓い（serment d’Albitte）」として知られる退位宣言への署名が憲法上の司祭に義務付けられた。それ以外の部分については、連邦制と反革命の誘惑に駆られた部門において、抑圧的な措置をとることはかなりまれだったといい、貧困層の救済やモーリエンヌ（Maurienne）などの貧しい地域への供給も行った。
その後、同2年フロレアールからアルプス軍に戻り、2年プレリアール18日（1794年6月6日）に公安委員会の命令で任命を受けた。1794年7月31日（テルミドール13日）の公共救済委員会の法令により、イタリア陸軍（Armée d'Italie）に送られる。そのため、ロベスピエールの失脚を見るテルミドール9日の時点では、フランスにいなかった。
1794年8月13日（同2年テルミドール26日）付の勅令と1795年8月25日（同2年フリュクティドール8日）付の公安委員会の書簡により、任務期間を制限されたアルビットは、1794年9月23日（同3年ヴァンデミエール2日）にピエモンテ州のカイロ（Cairo）から手紙を出し、パリへの帰還を表明する。テルミドール会議（Convention thermidorienne）では、ジャコバン派に戻り、クレトワ派（Crêtois）の中に入って山岳派の信念に忠実であった。1795年5月20・21日（3年プレリアール1・2日）に逮捕・告発され、4年ブリュメールの恩赦まで身を隠し、軍事委員会を免れる。1796年、ディエップ市長に選出され、数年の間政治活動から排除されることになるが、その後、総裁政府がアルビットに軍人の道を開くこととなった。
1796年4月7日（革命期4年ジェルミナール18日）には、第4猟兵連隊の隊長となり、同4年のジュール・ド・ロピニオには、マルガロン副将軍（Adjudant-général）の補佐役になった。1798年12月25日にバーゼルで副官となり、1801年12月22日にその地位が確認された。1800年2月24日に観察軍（l'armée d'observation）の上席大隊長に任命され、革命暦10年にはマインツの後見で副監査（sous-inspecteur）となった。1802年10月10日にレジオンドヌール勲章を授与され、帝政となった1809年5月4日にダヴー元帥の指揮するドイツ軍第3軍団に任命された。1812年のロシア遠征に参加したが、同年12月、ロシアからの撤退の際、疲労と寒さと飢えの中で3日間苦しんだ末に死亡した。